# ザ・タイムリー
『ザ・タイムリー』は、1983年10月からKBS京都テレビで放送されていたニュース番組である。協力：京都新聞社。

## 概要
1980年4月から同局で放送されていた22時台のニュース番組『KBS京都タイムリー10』が、一時期ゴールデンタイムである20時台に放送されていた時のタイトルである。
前期においては、ニュース番組というよりもローカル情報番組的な内容で放送されていた。視聴者から寄せられた地元行事の情報とその他のイベント情報などを紹介する「テレビ伝言板」のコーナーでは、それらを手書きで記したものを掲示板に貼っていた。「ニュース」のコーナーではKBSのアナウンサーたちがニュースを伝えていたが、当時21:50からKBSラジオで放送されていたニュースの担当者が出演することが多かった。
なお、1987年春頃に21時30分開始に再度変更され、その際に番組タイトルも「KBS京都タイムリー10」に戻した。

## 放送時間
- 月曜 - 金曜 20:00 - 20:55 （20時台放送時：前期）
- 月曜 - 金曜 21:30 - 22:25 （後期）

## キャスター

### 前期
- 飛鳥井雅和（当時KBS京都アナウンサー）
- 大崎真美（フリーアナウンサー）
- ニュースキャスターは濱野圭司、久保房郎、三好仁らが担当。

### 後期
- 山口進（当時KBS京都アナウンサー） - 月曜日・火曜日担当。
- 新村章（当時KBS京都記者） - 当初は水曜日 - 金曜日担当だったが、後に月曜日 - 火曜日も担当。
- 影山久美（フリーアナウンサー） - 月曜日 - 金曜日担当。

## テーマ曲

### 前期
- 前テーマ・後テーマ共通「インターナショナル・フラッグ」リックウェイクマン

### 後期
- 前テーマ（タイトルバック）「IN YOUR DREAM」MALTA
- 前テーマ（スタジオの挨拶部分）「SHINY　LADY」MALTA
- 後テーマ「愛ランド・ダンス 」COSMOS